# Étoile sahel madinet Koléa
Maillots
Actualités
L'Étoile Sahel Madinet Koléa (en arabe : النجم الساحلي لمدينة القليعة), plus couramment abrégée en ESM Koléa ou encore en ESMK, est un club algérien de football fondé en 1946 et basé dans la ville de Koléa, dans la Wilaya de Tipaza.

## Histoire
L'équipe créa la surprise en arrivant jusqu'en demi-finale de la coupe d'Algérie en 2008, avant d'être battu par le WA Tlemcen (1-3).
Le club termina champion de la 3e division (Groupe Centre) en 2014, et accéda ainsi en ligue 2 professionnelle. Lors de cette saison en D2 algérienne (2014-2015), l'ESMK ne peut se maintenir et se voit reléguer à la division inferieure, à la fin de la saison.

## Palmarès
| Compétitions nationales |
| --- |
| - troisième division (D3) (5) : - Champion Gr. Centre : 1970-71 - Champion Gr. Centre : 1983-84 - Champion Gr. Centre : 1998-99 - Champion Gr. Centre : 2013-14 - Champion Gr. Centre-ouest : 2022-23 - quatrième division (D4) (2) : - Champion Ligue Régionale 1 de Blida : 2006-07. - Champion Inter-Régions Gr. Centre-ouest : 2010-11. |

## Parcours

### Classement en championnat par saison
| Texte de l’en-tête | Texte de l’en-tête | Texte de l’en-tête | Texte de l’en-tête | Texte de l’en-tête | Texte de l’en-tête | Texte de l’en-tête | Texte de l’en-tête |
| ------------------ | ------------------ | ------------------ | ------------------ | ------------------ | ------------------ | ------------------ | ------------------ |
| Exemple            | Exemple            | Exemple            | Exemple            | Exemple            | Exemple            | Exemple            | Exemple            |
| Exemple            | Exemple            | Exemple            | Exemple            | Exemple            | Exemple            | Exemple            | Exemple            |
| Exemple            | Exemple            | Exemple            | Exemple            | Exemple            | Exemple            | Exemple            | Exemple            |

### Parcours de l'ESMK en coupe d'Algérie
| Saison  | Tour              | Matchs            | Résultats     |
| ------- | ----------------- | ----------------- | ------------- |
| 1962-63 | 1/32 finale       | US Santé          | 1-1           |
| 1963-64 | 1/64 finale       | USM Alger         | 2-1           |
| 1964-65 | 1/32 finale       | WA Boufarik       | 0-0           |
| 1965-66 | ?e T.R            |                   | -             |
| 1966-67 | ?e T.R            |                   | -             |
| 1967-68 | ?e T.R            |                   | -             |
| 1968-69 | ?e T.R            |                   | -             |
| 1969-70 | ?e T.R            |                   | -             |
| 1970-71 | ?e T.R            |                   | -             |
| 1971-72 | 1/32 finale       | DNC Alger         | 2-2           |
| 1972-73 | 1/32 finale       | USM Blida         | 5-1           |
| 1973-74 | 1/32 finale       | IR Ténés          | 3-2           |
| 1974-75 | ?e T.R            |                   | -             |
| 1975-76 | ?e T.R            | ?                 | ?             |
| 1976-77 | ?e T.R            |                   | -             |
| 1977-78 | ?e T.R            |                   | -             |
| 1978-79 | ?e T.R            | ?                 | ?             |
| 1979-80 | ?e T.R            | ?                 | ?             |
| 1980-81 | ?e T.R            | ?                 | ?             |
| 1981-82 | ?e T.R            | ?                 | ?             |
| 1982-83 | ?e T.R            |                   | -             |
| 1983-84 | ?e T.R            | ?                 | ?             |
| 1984-85 | ?e T.R            |                   | -             |
| 1985-86 | 1/16 finale       | CRE Constantine   | 2-1           |
| 1986-87 | 1/64 finale       | WO Rouiba         | 1-0           |
| 1987-88 | 1/32 finale       | USM Alger         | 0-0 t.a.b 3-2 |
| 1988-89 | 1/32 finale       | USM El Harrach    | 1-1 t.a.b 3-0 |
| 1989-90 | N.J               | N.J               | N.J           |
| 1990-91 | ?e T.R            |                   | -             |
| 1991-92 | ?e T.R            |                   | -             |
| 1992-93 | N.J               | N.J               | N.J           |
| 1993-94 | 4e T.R            | USM Alger         | -             |
| 1994-95 | ?e T.R            |                   | -             |
| 1995-96 | 1/64 finale       | NA Hussein Dey    | 1-0           |
| 1996-97 | ?e T.R            |                   | -             |
| 1997-98 | 1/32 finale       | MB Tlidjène       | 1-0 a.p       |
| 1998-99 | ?e T.R            |                   | -             |
| 1999-00 | ?e T.R            |                   | -             |
| 2000-01 | ?e T.R            |                   | -             |
| 2001-02 | ?e T.R            |                   | -             |
| 2002-03 | 4e T.R            | ES Draa El Mizane | 0-0 t.a.b     |
| 2003-04 | ?e T.R            |                   | -             |
| 2004-05 | ?e T.R            |                   | -             |
| 2005-06 | ?e T.R            |                   | -             |
| 2006-07 | 1/32 finale       | CR Belouizdad     | 1-0           |
| 2007-08 | 1/2 finale        | WA Tlemcen        | 3-1           |
| 2008-09 | 1/16 finale       | MC Oran           | 1-0           |
| 2009-10 | 1/64 finale       | SC Ain Merane     | -             |
| 2010-11 | ?e T.R            |                   | -             |
| 2011-12 | 1/64 finale       | O Médéa           | 1-1 t.a.b     |
| 2012-13 | Avant dernier T.R | CR Zoubiria       | -             |
| 2013-14 | 4e T.R            | USMM Hadjout      | 1-1 t.a.b     |
| 2014-15 | 1/8 finale        | ES Sétif          | 1-0           |
| 2015-16 | 1/64 finale       | IRB Ouled Yaïch   | 1-1 t.a.b     |
| 2016-17 | 1/64 finale       | USM Blida         | 2-1           |
| 2017-18 | 1/32 finale       | MO Bejaia         | 3-1           |
| 2018-19 | 1/64 finale       | USM Blida         | 3-0           |
| 2019-20 | 1/64 finale       | WA Boufarik       | 1-1 t.a.b     |
| 2020-21 |                   |                   |               |
| 2021-22 |                   |                   |               |
| 2022-23 |                   |                   |               |
| 2023-24 |                   |                   |               |

#### Statistiques Tour atteint
l' ESMK à participer en 55 édition, éliminé au tours régionale - fois et atteint les tours finale - fois.
| Édition | 1er tour | 2e tour | 3e tour | 4e tour | 64e de finale | 32e de finale | 16e de finale | 8e de finale | Quart de finale | Demi-finale | Finale | Champion |
| ------- | -------- | ------- | ------- | ------- | ------------- | ------------- | ------------- | ------------ | --------------- | ----------- | ------ | -------- |
| 55      | -        | -       | 00      | 00      | 00            | 00            | 00            | 00           | 00              | 00          | 00     | 00       |

## Personnalités du club

### Joueurs emblématiques
Certains joueurs ont contribué aux grands succès de cette équipe, et quelques-uns sont devenus des légendes du football algérien. Voici quelques noms de joueurs qui ont porté les couleurs d' ESMK.
- Djillali Aït Chegou
- Mokhtar Kaoua
- Salim Boutamine
- Abdelkrim Zouari
- Zoubir Zmit
- Athmane Toual
- Mohamed Amrane
- Mohamed Mehdaoui
- Kamel Kaci-Saïd
- Mounir Benmeddour
- Ayache Belaoued
- Omar Nahnah
- Mohamed Talis
- Farid Djahnine
- Sid Ahmed Khedis
- Fethi Noubli
- Boualem Bouferma
- Meziane Zaghzi
- Athmane Samir Amirat
- Juba Aguieb
- Abdelhakim Amokrane
- Toufik Bouhafer
- Aymen Madi
- Khaled Boukacem
- Mohamed Amine Bouziane
- Adel Namane
- Mehdi Khelfouni
- Djamel Benchergui
- Billel Attafen
- Lotfi Amrouche
- Imad Bella
- Brahim Amieur
- Billel Harkas
- Sofiane Azzedine
- Ali Boukaroum
- Salim Benali
- Ibrahim Si Ammar
- Ali Lakroum
- Ali Amiri
- Amine Hamia

### Entraîneurs
- Mohamed Maouche
- Nasreddine Akli
- Ali Benfadah
- Abdelaziz Safsafi
- korichi taoufik
- Mohamed Mekhazni
- Mustapha Heddane
- Samir Houhou
- Mustapha Kouici
- Ameur Benali
- Sofiane Selmoune
- Ishak Ali Moussa
- Hocine Yahi
- Said Hammouche
- Sid-Ahmed Slimani

### Présidents
- BENABDELMALEK HAMZA P.CSA
- ABDELKERIM AZEDDINE P.CSA
- KHELIFA MUSTAPHA P.CSA
- ANNOU MOHAMED P.CSA

### Organigramme
| Noms                 | Fonctions                 |
| -------------------- | ------------------------- |
| Benabdelmalek Hamza  | Président CSA             |
| Lalaoui Abderrahmane | Secrétaire général CSA    |
| Rahmane Mohamed      | Trésorerie CSA            |
| Melik Kamel          | Médecin de l'équipe       |
| Ouali Omar           | Assistant Méd de l'équipe |
| Boudjella Sofiane    | Entraîneur                |
| Boubekeur Redha      | Entraîneur adjoint        |
| Ben rabah Mahfoud    | Entraîneur des gardiens   |

| Noms                 | Fonctions                 |
| -------------------- | ------------------------- |
| Benabdelmalek Hamza  | Président CSA             |
| Djellakh Abdennour   | Directeur sportif         |
| Lalaoui Abderrahmane | Secrétaire général CSA    |
| Rahmane Mohamed      | Trésorerie CSA            |
| Melik Kamel          | Médecin de l'équipe       |
| Djezzar Samir        | Assistant Méd de l'équipe |
| Azouz Naim           | Entraîneur                |
| Hamici Abdennour     | Entraîneur adjoint        |
| Ben rabah Mahfoud    | Entraîneur des gardiens   |

## Identité du club

### Noms du club
| Étoile Sportive Musulmane de Koléa |
| ---------------------------------- |

1946 - 1975
| Nedjma Riadhi Koléa |
| ------------------- |

1975 - 1984
| Ittihad Sahel Madinet Koléa |
| --------------------------- |

1984 - 2000
| Étoile Sportive Madinet Koléa |
| ----------------------------- |

2000 - 2010
| Étoile Sahel Madinet Koléa |
| -------------------------- |

2010 - À nos jours

### Logo et couleurs
Depuis la fondation de L'Étoile Sahel Madinet Koléa en 1946, le club a adopté les couleurs rouge et vert, qui ont été inspirées du premier club musulman algérien à l'époque, le Mouloudia Club d'Alger.

Ancien logo (1946-2013)
Logo actuel (depuis 2014)

### Couleurs et maillots
Les couleurs de L'Étoile Sahel Madinet Koléa ESMK sont le Rouge et Vert inspiré de l'autre Mouloudia.

### Amitié et rivalité

#### Clubs amis
- MC Alger
- RC Kouba
- JSM Béjaia
- RC Arbaâ

#### Clubs rivaux
- USM Blida (derby)
- WA Boufarik (derby)
- USMM Hadjout (derby)